# Warlords (joc video din 1990)
Warlords este un joc de război pe computer lansat în 1990 și primul titlu din seria de jocuri video Warlords. A fost creat de Steve Fawkner⁠(d) și a fost dezvoltat de Strategic Studies Group⁠(d) (SSG).

## Mod de joc
Warlords conține opt clanuri diferite care luptă pentru controlul tărâmului mitic al Illuriei: Sirians, Storm Giants, Grey Dwarves, Orcs of Kor, Elvallie, Horse Lords, Selentines și Lord Bane. Fiecare clan poate fi controlat fie de computer, fie de un jucător uman, permițând până la opt participanți să se joace în ture. Jocul constă în mutarea unităților, atacarea unităților sau orașelor adversare, ajustarea producției în orașe și mutarea eroilor pentru a explora ruine, temple, biblioteci și pentru a descoperi aliați, relicve și alte obiecte. Scopul jocului este de a cuceri ținutul Illuriei prin capturarea sau distrugerea a cel puțin două treimi din orașele din ținut.

## Recepție
Recenzorii au citat sunetul de bază și grafica medie a jocului, compensate de o interfață simplă de utilizator și valoarea mare a jocului. Computer Gaming World i-a citat favorabil pe adversarii sofisticați generați de computer și a concluzionat că jocul „are totul de oferit jucătorului de strategie care are puțin gust și pentru genul fantasy”, în special celor cărora le-a plăcut Empire sau Reach for the Stars. Revista a numit jocul și Command HQ⁠(d) drept jocurile de război ale anului din 1991. Într-un studiu din 1993 asupra jocurilor de strategie [cu acțiunea] dinainte de secolul al XX-lea, revista a acordat jocului trei stele din cinci, afirmând că este „eminamente jucabil”.
Warlords a fost desemnat al 67-lea cel mai bun joc pentru computer de către PC Gamer UK în 1997. Editorii au considerat că este „una dintre cele mai revoluționare experiențe multiplayer din anii 1990”.

## Recenzii
- Amiga Action - mai 1991 [7]
- ASM (Aktueller Software Markt⁠(d)) - martie 1991
- CU Amiga⁠(d) - mai 1991 [8]
- Computer Gaming World - aprilie 1991